# Moliagul
Moliagul è una piccola città australiana ubicata approssimativamente a 202 chilometri a nord-ovest da Melbourne e a 60 chilometri a ovest di Bendigo.  Si ritiene che il nome della città derivi dalla parola aborigena "moliagulk", che significa "collina boscosa". L'area è nota per il ritrovamento di numerose pepite d'oro . Questi reperti includono il più grande del mondo, il Welcome Stranger, scoperto nel 1869 da John Deason e Richard Oates.
Il paese è composto da abitazioni rurali sparse e piccole fattorie, un albergo (oggi chiuso), il museo, la vecchia scuola (ora adibita ad aula magna) e l'ex chiesa. Ci sono un certo numero di siti storici tra cui un monumento in pietra al reverendo John Flynn, fondatore del Royal Flying Doctor Service of Australia, nato a Moliagul nel 1880-